# Imra
Imra var skapelseguden i den nuristanska folktron. I det forna Kafiristan var han en av de viktigaste gudarna, tillsammans med Mon, Disani och Gish. I en skapelseberättelse sägs det att han skapade allt levande: människor, djur, gudar och väsen. Innan Kafiristan blev islamiserad, hade Imra ett tempel i en by i Parun. Hedniska dyrkare gick till templet för att dyrka och offra boskapsdjur (särskilt getter och oxar) för att få hjälp från Imra. George Scott Robertson samlade in tio legender om Imra efter sin expedition i Kafiristan. Dessa historier publicerade han i boken The Kafirs of the Hindu Kush.